# Matěj Urban
Matěj Urban (* 18. listopadu 1986, Praha) je český tanečník s klasickou i moderní technikou.

## Život
Matěj Urban absolvoval Taneční konzervatoř hlavního města Prahy v roce 2006 (učitelé: Alice Kovářová, Ivan Krob, Jaroslav Slavický). Jako student se zúčastnil mezinárodních festivalů a soutěží. V roce 2003 získal 3. místo na Mezinárodní baletní soutěži Brno, v roce 2004 pak 1. místo na Mezinárodní baletní soutěži Premio Roma v Římě, v roce 2005 získal cenu Grand Prix na mezinárodní baletní soutěži Prix Carpeaux ve Valenciennes ve Francii.
V rámci studia nastudoval role klasických i moderních baletů a spolupracoval s choreografy jako Jaroslav Slavický (Acteon, Faust, princ Desiré v Šípkové Růžence, Korzár, Espada a Basil z Don Quijota podle Mariuse Petipy), Petr Zuska (Bolero), Jan Kodet (Povídání s Fridou a Off center), Jiří Kylián (Večerní písně), Cyril Atanasof (Suite an Blanc podle Lifara), Ivan Cavallari (Korzár), Josef Sabovčík (Escamillio v Carmen), Alena Drapalíková (My suite-Janáček), Robert North (Trojské hry), Ivan Muchka (Valašské hry, Lašské tance) a další.
Od sezony 2006-2007 nastoupil do baletu Národního divadla v Praze. V roce 2006 nastudoval pod vedením choreografa Yuri Vamose titulní roli baletu Romeo a Julie Sergeje Prokofjeva. V roce 2007 hostoval v této roli v Oper am Rhein v Düsseldorfu. Nastudoval role v Labutím jezeře (Pas de Trois) a Sólo pro tři (choreografie Petr Zuska). Od září 2007 byl jmenován demisólistou baletu Národního divadla. Byl obsazen do rolí v baletu Petite mort a Sinfonietta (choregrafie Jiří Kylián), Lenský v Oněginovi (choreografie John Cranko), Louskáček v Louskáčkovi (choreografie Yuri Vamos), James v La Sylphide, Gennaro v Napoli (choreografie August Bournoville), José v Carmen (choreografie Mats Ek). Od září 2008 byl členem souboru baletu Bayerische Staatsoper v Mnichově. Sólově v roce 2008/2009 Athlet tančil v "Les Biches" (B. Nijinska), Albert v Giselle (choreografie Mats Ek). Od září 2011 je sólistou baletu Bayerische Staatsoper.
Od září 2017 je sólistou Baletu Monte Carlo vedeným choreografem Jeanem-Christophem Maillotem. Nastudoval roli Petruchia ve Zkrocení zlé ženy, Lorenzo v Romeovi a Julii a další...